# Astano
Astano är en ort och kommun  i distriktet Lugano i kantonen Ticino, Schweiz. Kommunen har 315 invånare (2023).